# Емилиан Лазаридис
Емилиан (на гръцки: Αιμιλιανός, Емилианос) е гръцки духовник, гревенски митрополит и деец на гръцката въоръжена пропаганда в Македония от началото на XX век.

## Биография
Роден през 1877 година в Пермата, тогава в Османската империя, днес Турция, вилает Кония, със светското име Лазаридис (Λαζαρίδης). Завършва Великата народна школа и Семинарията на Халки. Служи като енорийски свещеник в Кизическата митрополия и като протосингел в Солунската.
На 26 октомври 1906 година е ръкоположен в патриаршеската катедрала „Свети Георги“ в Цариград за титулярен петренски епископ, викарий на Пелагонийската митрополия на Вселенската патриаршия. Ръкополагането му е извършено от митрополит Йоаким Пелагонийски в съслужение с митрополитите Агатангел Гревенски и Серафим Сисанийски.
На 16 март 1910 година е избран за митрополит на Гревенската епархия. Успоредно с това е агент от първи ред на гръцката въоръжена пропаганда в Македония. Убит е заедно с дякона си на 1 октомври 1911 година край село Критадес, вероятно по поръчка на румънската пропапаганда и със съдействието на младотурския режим. Участие в убийството като подбудител взима командирът на гревенската жандармерия Бекир Фикри паша. Тялото му е открито на 3 октомври. Погребението на Емилиан Лазаридис се състои на 8 октомври 1911 година и е заснето на филмова лента от Братя Манаки.
Андартският капитан Лукас Кокинос убива румънеещи се власи, които предполага, че са убийците на митрополита. В Агии Теодори са построени паметник и църква в чест на митрополит Емилиан.
- Портрет на Емилиан Гревенски
- Погребението на митрополит Емилиан
- Мъртвите тела на Емилиан и дякона му